# پمپ‌جک

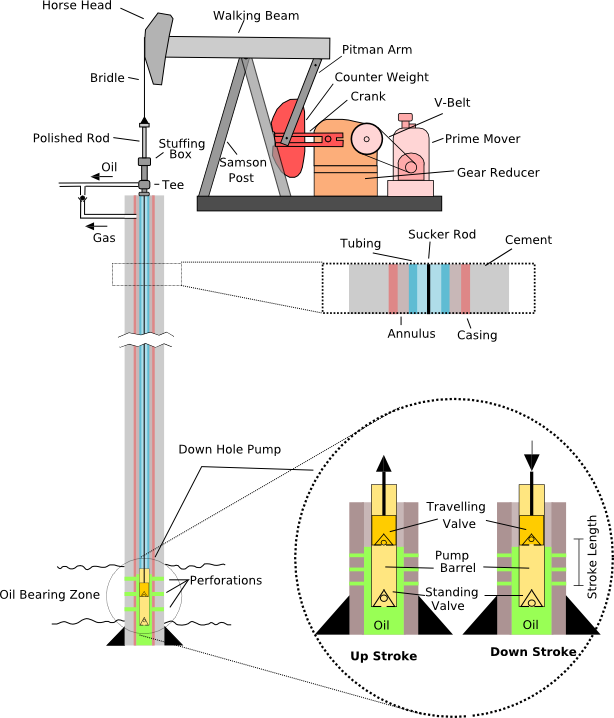
دیاگرامی از نحوه عملکرد یک پمپ‌جک

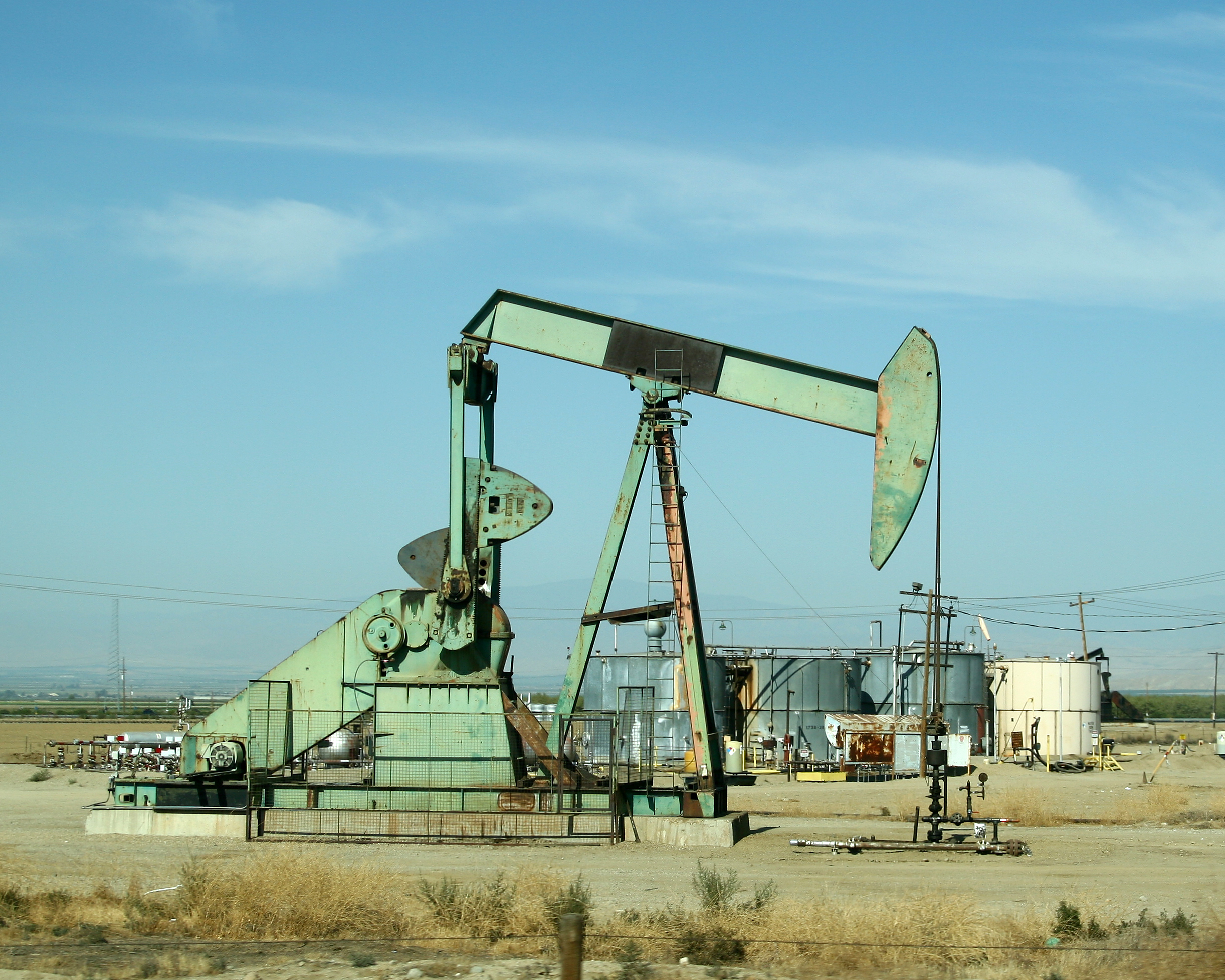
نمونه‌ای از یک پمپ جک در کالیفرنیا در ایالات متحده آمریکا

پمپ‌جک (انگلیسی: Pumpjack) گونه‌ای پمپ ویژه در استخراج نفت خام از چاه است که با ایجاد حرکت رفت و برگشت سیلندر و پیستون به بالا آمدن و استخراج نفت کمک می‌کند. از این تجهیز زمانی که منبع زیرزمینی فشار کافی برای بیرون‌آمدن از چاه را نداشته باشد استفاده می‌شود.

## نگارخانه

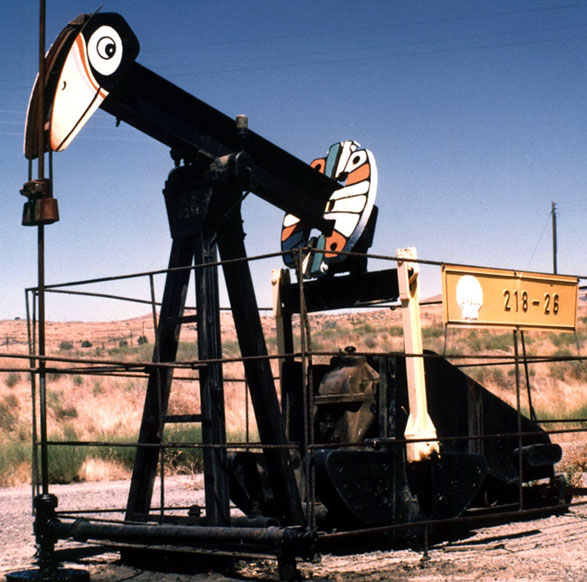
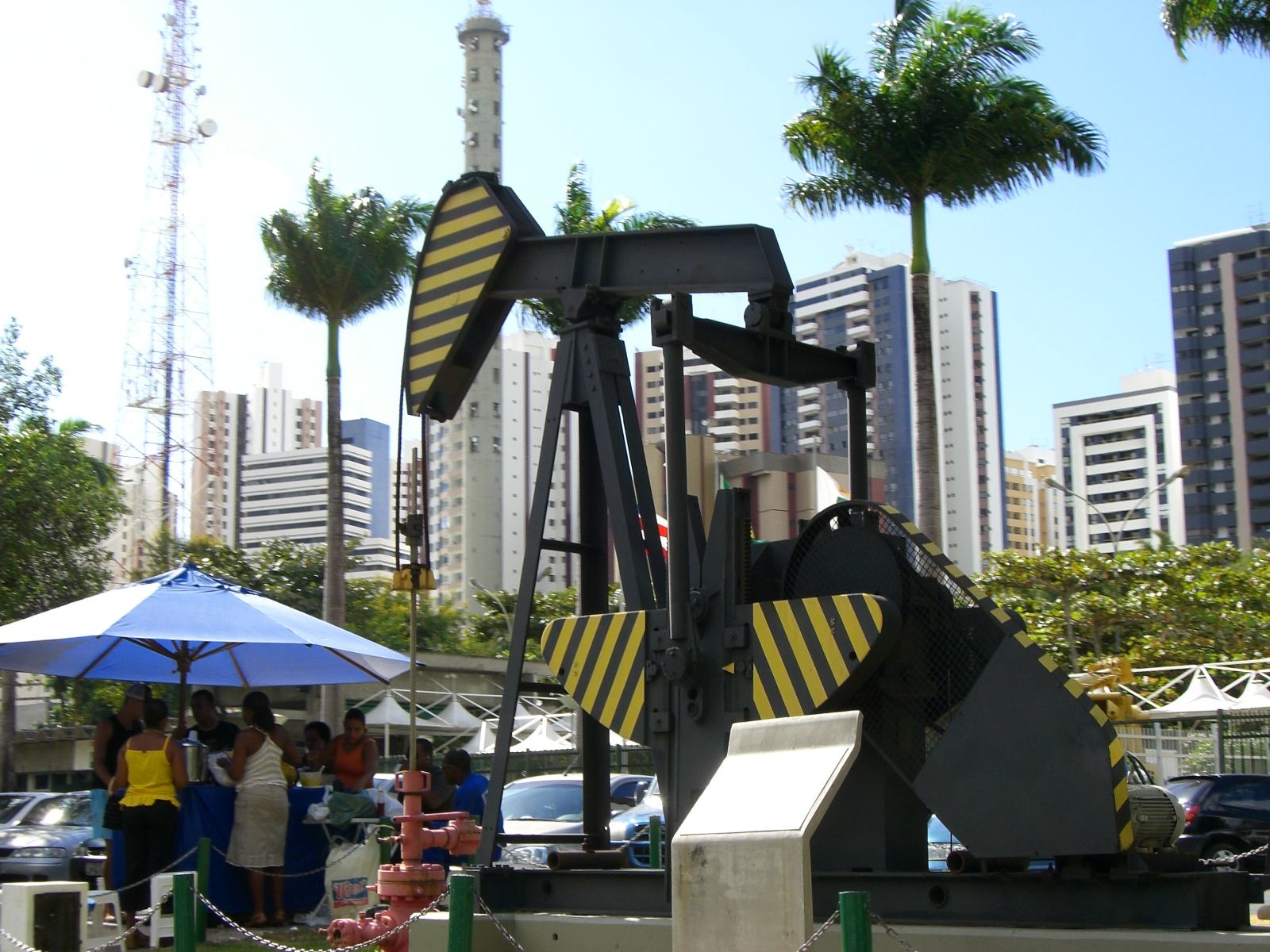
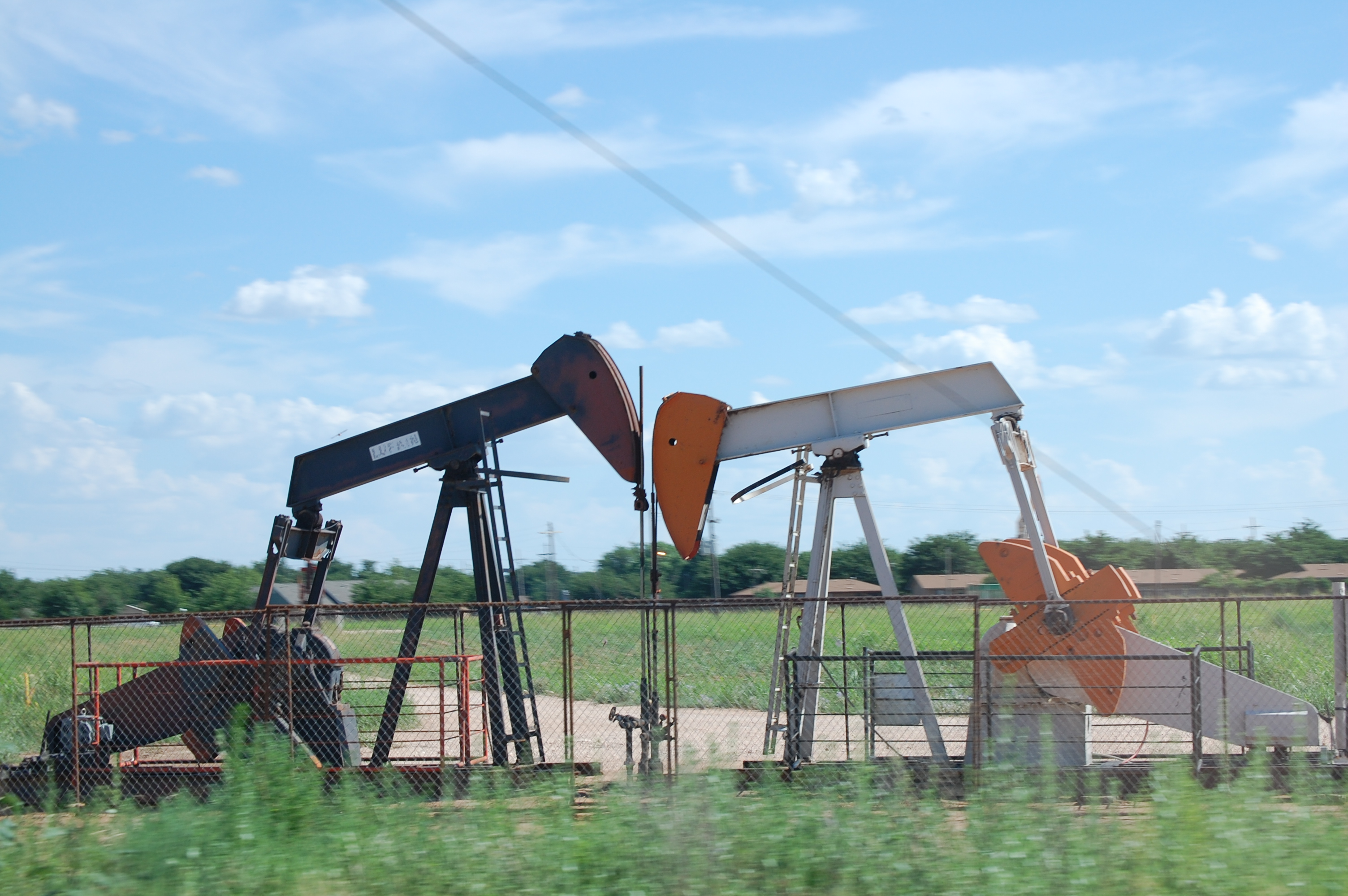